# We'll rise again
「We'll rise again」（ウィルライズアゲイン）は、日本の5人組ダンス&ボーカルグループ・ONE N' ONLYの楽曲。同グループ4作目のシングルとして2023年3月8日にSDRからリリースされた。

## 背景
グループにとって初の主演映画『バトルキング！！-Weʼll rise again-』の主題歌として制作された。この楽曲は、映画のストーリーとリンクしながら、グループ自身の成長や挑戦を象徴する作品となっている。
映画『バトルキング！！-Weʼll rise again-』は、ヤンキーたちがダンスと歌を通じて成長していく物語であり、メンバー自身が演じるキャラクターの心情とリンクするような楽曲が求められた。そのため、「We'll rise again」は、困難を乗り越えて再び立ち上がるというテーマを持つ楽曲として制作された。
この楽曲は、グループの5周年を記念したプロジェクト「5 N' 5」の一環としてリリースされた。5か月連続リリースの第3弾として、2023年3月8日にCDシングルとして発売された。シングルとしては、2019年10月リリースの「Category / My Love」以来、約3年5か月ぶりのフィジカル作品となる。
「We'll rise again」は、疾走感のあるサウンドと前向きな歌詞が特徴で、メンバーのHAYATOは「つまずいても前を向こうとか、何度でも立ち上がろうみたいな、そういうメッセージが特にサビ部分には込められていて、みんなもつまずくことがあると思うんですけど、この曲を聴いてまた前を向きたいと思ってもらえたら嬉しいなって思います」と語っている。
また、映画の撮影前と撮影後の2回に分けてレコーディングが行われ、撮影後のレコーディングでは、映画の内容を反映した感情表現が加えられた。メンバーのEIKUは「1番はレコーディングしたのが撮影に入る前だったんです。演じ終わってから2番を歌ったので、より映画に沿っていることがわかって、気持ちが入りましたし、歌詞の輪郭がはっきりした気がします」と述べている。

## 制作
「We'll rise again」は、もともと存在していた楽曲を、初主演映画『バトルキング！！-Weʼll rise again-』の主題歌として再構築したもの。映画のストーリーに合わせて歌詞を変更し、作品とリンクするように仕上げられた。レコーディングは映画の撮影前と撮影後の2回に分けて行われ、撮影後のレコーディングでは、映画の内容を反映した感情表現が加えられた。メンバーのHAYATOは「2番から歌い始めるんだけど、1番との違いを出すためにリズムをタイトにして、アクセントをつけた」と述べている。TETTAは「『歪んだ世界の真ん中で』の部分はビブラートをかけたり、細かい技術を使って緊張感を出した」と話しており、各メンバーが歌唱に工夫を凝らしている。REIは「静かな闘志をイメージして歌った」と述べ、EIKUは「Dメロでは強く歌い始めて、途中から息まじりにして、映画の世界観を感じさせるようにした」と語っている。

## 構成
「We'll rise again」は、映画『バトルキング！！-Weʼll rise again-』の主題歌として制作された楽曲。作詞はJUNE、作曲はJUNEとEthan Augustin、編曲はEthan Augustinが手掛けている。疾走感のあるサウンドと前向きな歌詞が特徴で、グループの成長と挑戦を象徴する作品となっている。
「GIFT」は、2022年12月25日のクリスマスライブで初披露されたミドルテンポのラブソング。「My Love」に続く王道J-POPのラブソングとして位置づけられており、ファンへの感謝の気持ちが込められている。ラップチームも歌唱に参加し、グループ全体の成長を感じさせる一曲となっている。
「QUEEN」は、2022年秋の全国ツアーで披露された楽曲。力強いビートとエネルギッシュなパフォーマンスが特徴で、グループのダンスナンバーとしての魅力を存分に発揮している。

## リリース
本作は、通常盤TYPE-A（品番：ZXRC-1250）とTYPE-B（品番：ZXRC-1251）の2形態で展開され、それぞれ異なるカップリング曲が収録されている。TYPE-Aには「GIFT」、TYPE-Bには「QUEEN」が収録されている。
各盤には、メンバーのソロショット6種と集合ショット1種の全7種からランダムで1枚のトレーディングカードが封入されており、TYPE-AとTYPE-Bで絵柄が異なる。また、CDショップおよびオンラインストアでの購入者には、店舗ごとのオリジナル特典が用意されていた。例えば、HMVではオリジナルランダムトレーディングカード HMV ver.、タワーレコードではTOWER ver.、TSUTAYAではTSUTAYA ver.、Amazon.co.jpではオリジナルポストカード Amazon ver.、楽天ブックスでは楽天ブックス ver.、ビクターオンラインストアではメンバーソロ直筆サイン入りオリジナルソロポストカードが特典として提供された。
さらに、CDリリースと同日に、TYPE-AとTYPE-Bの収録曲3曲をセットにした「We'll rise again (Special Edition)」が各種配信サービスで配信された。これに合わせて、LINE MUSICでの再生回数に応じたキャンペーンも実施され、一定回数以上再生したユーザーにはオリジナルスマホ待ち受け画像がプレゼントされた。
リリースイベントも開催され、2023年2月18日には千葉県のイオンモール幕張新都心、3月4日には愛知県のプライムツリー赤池、3月5日には大阪府のセブンパーク天美でミニライブと特典会が行われ、約3年4か月ぶりの対面イベントとして多くのファンが集まった。

## ミュージックビデオ
ミュージックビデオ（MV）は、彼らの初主演映画『バトルキング！！-Weʼll rise again-』の世界観と密接にリンクした作品になっている。MVでは、映画のストーリーに登場するキャラクターたちを彷彿とさせる学ラン風のジャケットをメンバーが着用し、クールなビジュアルに仕上がっている。
撮影は、映画の撮影と同様に、メンバーが演じるキャラクターの心情や物語の展開を反映した映像が展開されている。映像では、ダンスパフォーマンスとドラマパートが交錯し、楽曲のメッセージ性を強調している。
MVの公開後、YouTubeのコメント欄には、日本語だけでなく英語やポルトガル語など、多言語のコメントが寄せられ、グローバルなファン層からの支持を受けている。特に南米のファンからの反響が大きく、グループの国際的な人気を示している。

## 収録曲
| #         | タイトル             | 作詞      | 作曲                 | 編曲           | 時間 |
| --------- | -------------------- | --------- | -------------------- | -------------- | ---- |
| 1.        | 「We'll rise again」 | JUNE      | JUNE, Ethan Augustin | Ethan Augustin | 4:09 |
| 2.        | 「GIFT」             | JUNE      | JUNE, Ryumei Odagi   |                | 4:11 |
| 合計時間: | 合計時間:            | 合計時間: | 合計時間:            | 合計時間:      | 8:20 |

| #         | タイトル             | 作詞                           | 作曲                           | 編曲           | 時間 |
| --------- | -------------------- | ------------------------------ | ------------------------------ | -------------- | ---- |
| 1.        | 「We'll rise again」 | JUNE                           | JUNE, Ethan Augustin           | Ethan Augustin | 4:11 |
| 2.        | 「QUEEN」            | JUNE, NASTY NARO (from CODE-V) | JUNE, NASTY NARO (from CODE-V) | Isao           | 3:04 |
| 合計時間: | 合計時間:            | 合計時間:                      | 合計時間:                      | 合計時間:      | 7:15 |

## 批評とチャート成績
2023年3月8日にリリースされ、オリコン週間シングルランキングで最高4位を記録し、8週にわたってチャートインした。ファンからは、「何度でも立ち上がるというメッセージが心に響いた」「映画と楽曲の世界観がリンクしていて感動した」といった声が寄せられ、グループの新たな代表作として多くの人々に感動を与えている。